# Cicindela hamiltoniana
Cicindela hamiltoniana is een keversoort uit de familie van de loopkevers (Carabidae). De wetenschappelijke naam van de soort is voor het eerst geldig gepubliceerd in 1857 door James Livingston Thomson.